# Turckheim
Turckheim (deutsch Türkheim) ist eine französische Gemeinde mit 4033 Einwohnern (Stand 1. Januar 2022) im Département Haut-Rhin in der Europäischen Gebietskörperschaft Elsass und in der Region Grand Est. Die frühere Reichsstadt gehört zum Arrondissement Colmar-Ribeauvillé und zum Kanton Wintzenheim.

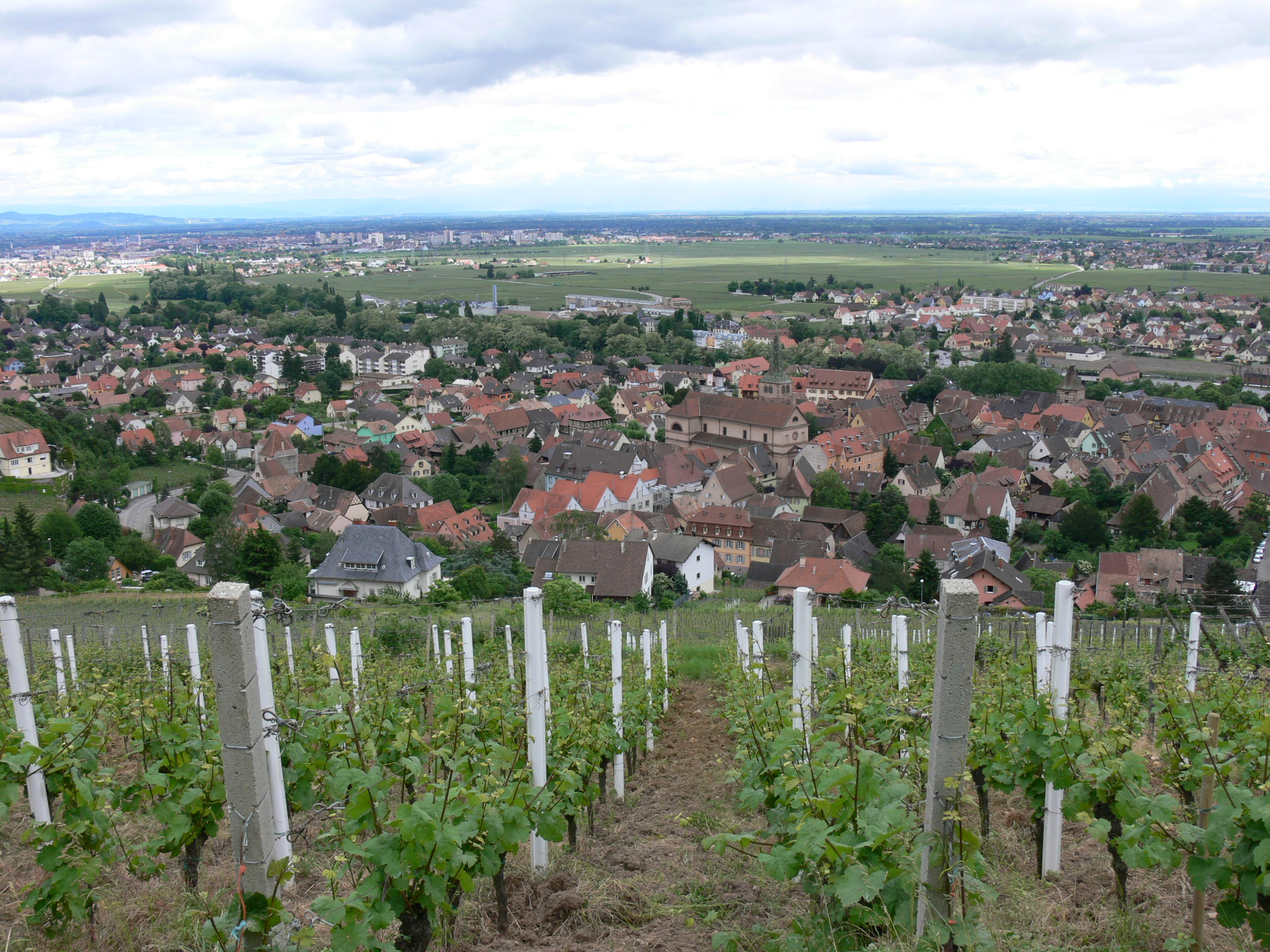
Blick auf Turckheim

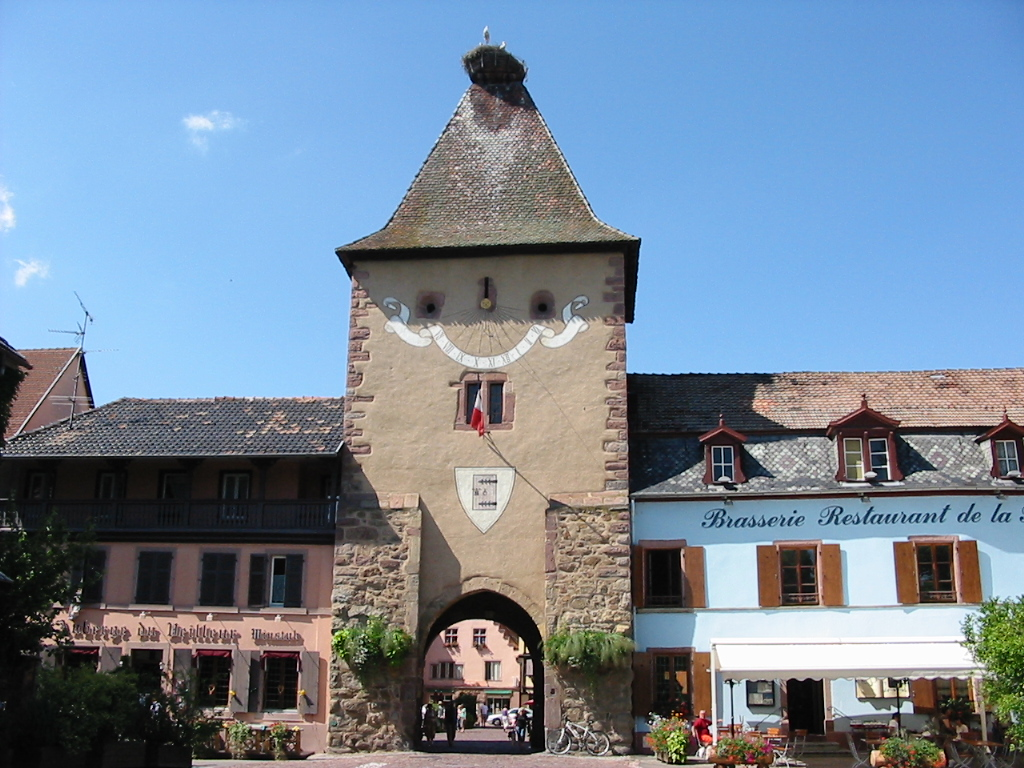
Das „Untertor“ von Turckheim

## Geographie
Das Stadtzentrum liegt sechs Kilometer westlich von Colmar im Oberelsass auf 232 m über dem Meer an der Fecht. Das Fechttal, das auch als Münstertal bezeichnet wird (nach der Stadt Munster) tritt hier aus den Vogesen in die Oberrheinebene ein. Das Gemeindegebiet ist Teil des Regionalen Naturparks Ballons des Vosges.
Die Westhälfte der Gemeinde wird von dicht bewaldeten Höhen der Vogesen bestimmt (deutsch Türkheimer Wald), die eine maximale Höhe von 840 m Meereshöhe erreichen. Zu Turckheim gehört auch ein Teil des hochgelegenen Weilers Trois-Épis im Nordwesten. Der einstige Wallfahrtsort ist heute ein Zentrum für medizinische Versorgung, Kur- und Nachsorgeeinrichtungen.
Nachbargemeinden von Turckheim sind Niedermorschwihr und Ammerschwihr im Norden, Ingersheim im Nordosten, Wintzenheim im Osten und Süden, Zimmerbach und Walbach im Südwesten sowie Labaroche im Nordwesten.

## Geschichte
Aufgrund römischer Funde wird angenommen, dass die Gegend von Turckheim bereits in römischer Zeit besiedelt war. Als germanische Stämme über den Rhein ins Römische Reich einfielen, ließ sich der Stamm der Thüringer hier nieder, der dem Ort zu seinen Namen Thorencohaime bzw. Thuringheim verholfen haben dürfte. Im frühen Mittelalter gehörte Thuringheim zum Teil zur Abtei Münster, zum Teil zur Herrschaft Hohlandsberg. 1312 wurde Türkheim Freie Reichsstadt des Heiligen Römischen Reichs, erhielt 1354 bereits Markt- und Stadtrechte und schloss sich im gleichen Jahr dem Elsässischen Zehnstädtebund, der Dekapole, an. Die drei Tortürme und die Befestigung stammen aus dieser Zeit.
1338 während der Armledererhebung wurden die jüdischen Einwohner verfolgt und 1348/49 während der Pestpogrome wurde das jüdische Leben in der Stadt zerstört.
Im Westfälischen Frieden erhielt die französische Krone die Habsburger Besitzungen im Elsass zugesprochen und bemühte sich in der Folge um die Herrschaft über die Städte der Dekapole. Am 5. Januar 1675 wurden das Heer des Kaisers und das des Großen Kurfürsten durch Turenne in der Schlacht bei Türkheim vor den Toren des Ortes geschlagen, so dass sie sich eiligst bei Straßburg über den Rhein zurückziehen mussten. Die Stadt wurde geplündert. Diese Ereignisse richteten sich besonders auf das nahegelegene, bedeutendere Colmar.  Die Ortschaft wurde 1680 zusammen mit Colmar Kaysersberg und Münster im Georgiental mit deren Besitz (24 Ortschaften) vom Königreich Frankreich annektiert.
Von 1871 bis 1918 und von 1940 bis 1944 gehörte die Stadt – wie auch der Rest des Elsass – wieder zum Deutschen Reich (Reichsland Elsass-Lothringen bzw. Gau Baden-Elsass). Zwischen 1899 und 1937 verkehrte eine elektrische Kleinbahn zum Wallfahrtsort Trois Épis (Drei Ähren).
Während der deutschen Besatzung im Zweiten Weltkrieg wurden die wenigen verbliebenen jüdischen Einwohner nach Südfrankreich deportiert. Nach Angaben von Yad Vashem kamen später fünf ehemalige jüdische Einwohner während der NS-Zeit gewaltsam ums Leben.

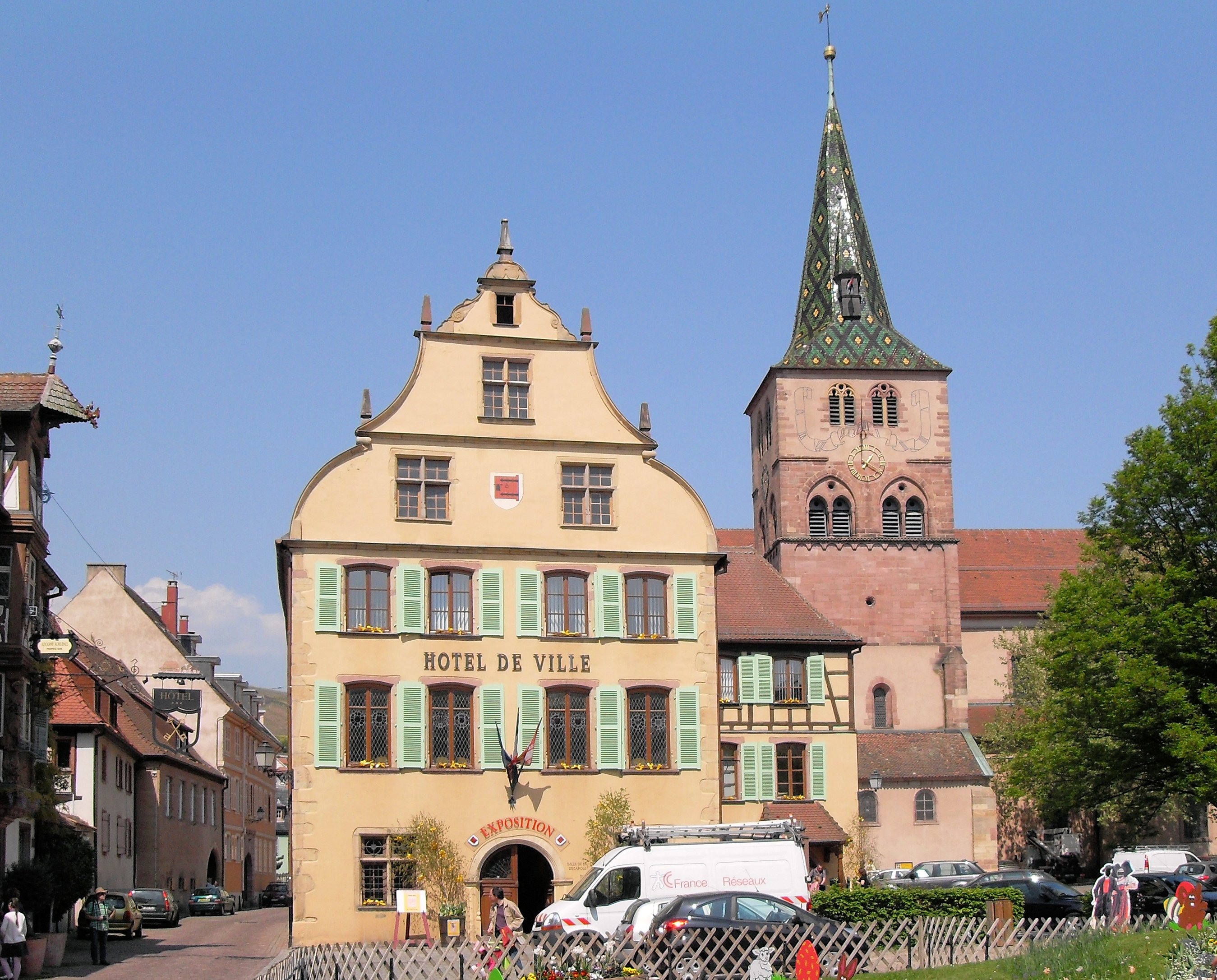
Rathaus (Hôtel de ville)

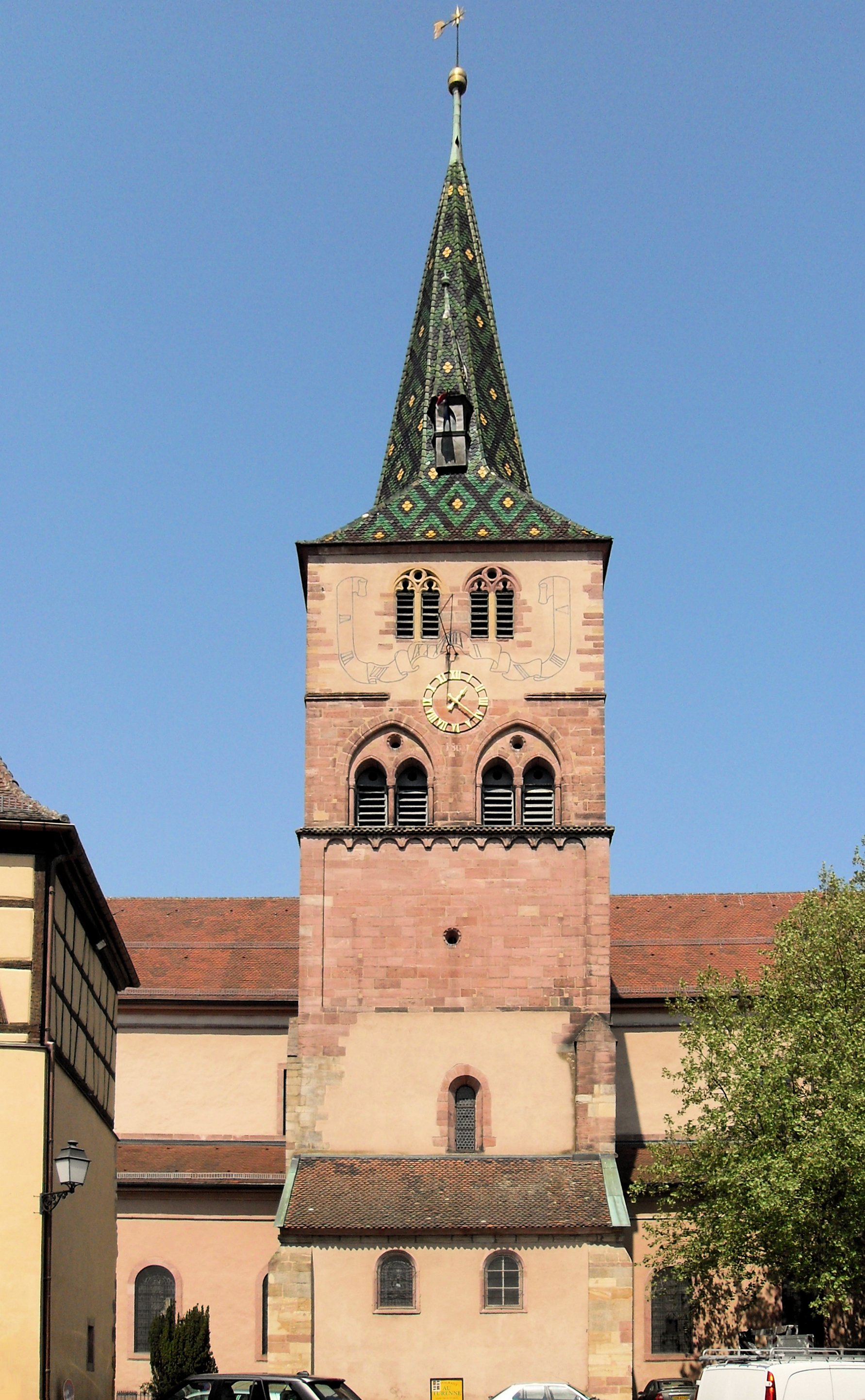
Turm der Kirche St. Anna

### Demographie
| Jahr | Einwohner | Anmerkungen |
| ---- | --------- | --- |
| 1780 | –         | kleine ehemalige Reichsstadt mit 160 Feuerstellen (Haushaltungen)                                                                                                  |
| 1824 | 1976      | davon 1926 Katholiken und 50 Juden, die eine Synagoge haben |
| 1836 | 2747      | [ 6 ] |
| 1861 | 2946      | [ 7 ] |
| 1866 | 2929      | [ 8 ] |
| 1872 | 2674      | am 1. Dezember, in 349 Häusern |
| 1880 | 2496      | am 1. Dezember, einschließlich Militär, auf einer Fläche von 1647 ha, in 345 Häusern, davon 2370 Katholiken, 25 Protestanten und 80 Juden                          |
| 1885 | 2511      | [ 11 ] |
| 1890 | 2462      | in 373 Häusern mit 597 Haushaltungen, davon 2374 Katholiken, 16 Protestanten, sieben sonstige Christen und 65 Juden; nach anderen Angaben davon zwölf Evangelische |
| 1905 | 2594      | [ 12 ] [ 7 ] |
| 1910 | 2522      | am 1. Dezember |

| Anzahl Einwohner seit Ende des Zweiten Weltkriegs | Anzahl Einwohner seit Ende des Zweiten Weltkriegs | Anzahl Einwohner seit Ende des Zweiten Weltkriegs | Anzahl Einwohner seit Ende des Zweiten Weltkriegs | Anzahl Einwohner seit Ende des Zweiten Weltkriegs | Anzahl Einwohner seit Ende des Zweiten Weltkriegs | Anzahl Einwohner seit Ende des Zweiten Weltkriegs | Anzahl Einwohner seit Ende des Zweiten Weltkriegs | Anzahl Einwohner seit Ende des Zweiten Weltkriegs |
| Jahr                                              | 1962                                              | 1968                                              | 1975                                              | 1982                                              | 1990                                              | 1999                                              | 2007                                              | 2019                                              |
| ------------------------------------------------- | ------------------------------------------------- | ------------------------------------------------- | ------------------------------------------------- | ------------------------------------------------- | ------------------------------------------------- | ------------------------------------------------- | ------------------------------------------------- | ------------------------------------------------- |
| Einwohner                                         | 3028                                              | 3028                                              | 3609                                              | 3510                                              | 3567                                              | 3594                                              | 3731                                              | 3831                                              |

## Denkmäler und Sehenswürdigkeiten
Drei viereckige Türme, die Porte du Brand, die Porte de Munster und die zur Rheinebene weisende Porte de France sind neben Resten der Stadtmauer Zeugnisse der Stadtbefestigung aus dem 14. Jahrhundert. Wie in Obernai wurde auch in Turckheim die Kirche aus dem 12. Jahrhundert abgebrochen. Nur der Turm der Kirche St. Anna blieb neben dem Rathaus (Hôtel de ville) bestehen. An Turckheims ehemaligem Marktplatz, dem Place Turenne, stehen alte Häuser, die Bürgerstube (Corps de Garde), vor der ein sehenswerter Brunnen mit Marienfigur steht. Eines der eindrucksvollsten Fachwerkhäuser Turckheims ist das „Gasthaus zu den zwei Schlüsseln“ (Hôtel des deux-clefs), das einen mit geschnitzten Figuren verzierten Erker mit schönen Butzenscheibenfenstern besitzt, der auf einer steinernen Säule ruht. Zwischen Mai und Oktober zieht ein Nachtwächter (le veilleur de nuit) mit Hellebarde, Laterne, Horn und Gesang um 22 Uhr durch die Gassen. Ein kleines Museum mit Uniformteilen, Handfeuerwaffen und anderen Exponaten informiert über die Kämpfe am Ende des Zweiten Weltkriegs um den „Poche de Colmar“.

## Wirtschaft und Infrastruktur
Turckheims wirtschaftliche Basis beruht auf einem der wenigen Elsässer Weine, die durch ihre Lage bekannt geworden sind: dem Türkheimer Brand. Nachdem früher die Textil- und Papierindustrie eine wichtige Rolle spielten, ist heute der Tourismus Haupterwerbszweig in Turckheim. Daneben pendeln viele Einwohner in die Gewerbegebiete des Verdichtungsraumes Colmar.
Die Gemeinde besitzt seit 1868 einen Bahnhof an der Bahnstrecke Colmar–Metzeral.

## Persönlichkeiten
- Charles Grad (1842–1890), Politiker
- Detlef Michel (* 1944), deutscher Schriftsteller
- Victor Sieg (1837–1899), Organist und Komponist